# راوی (روایت)

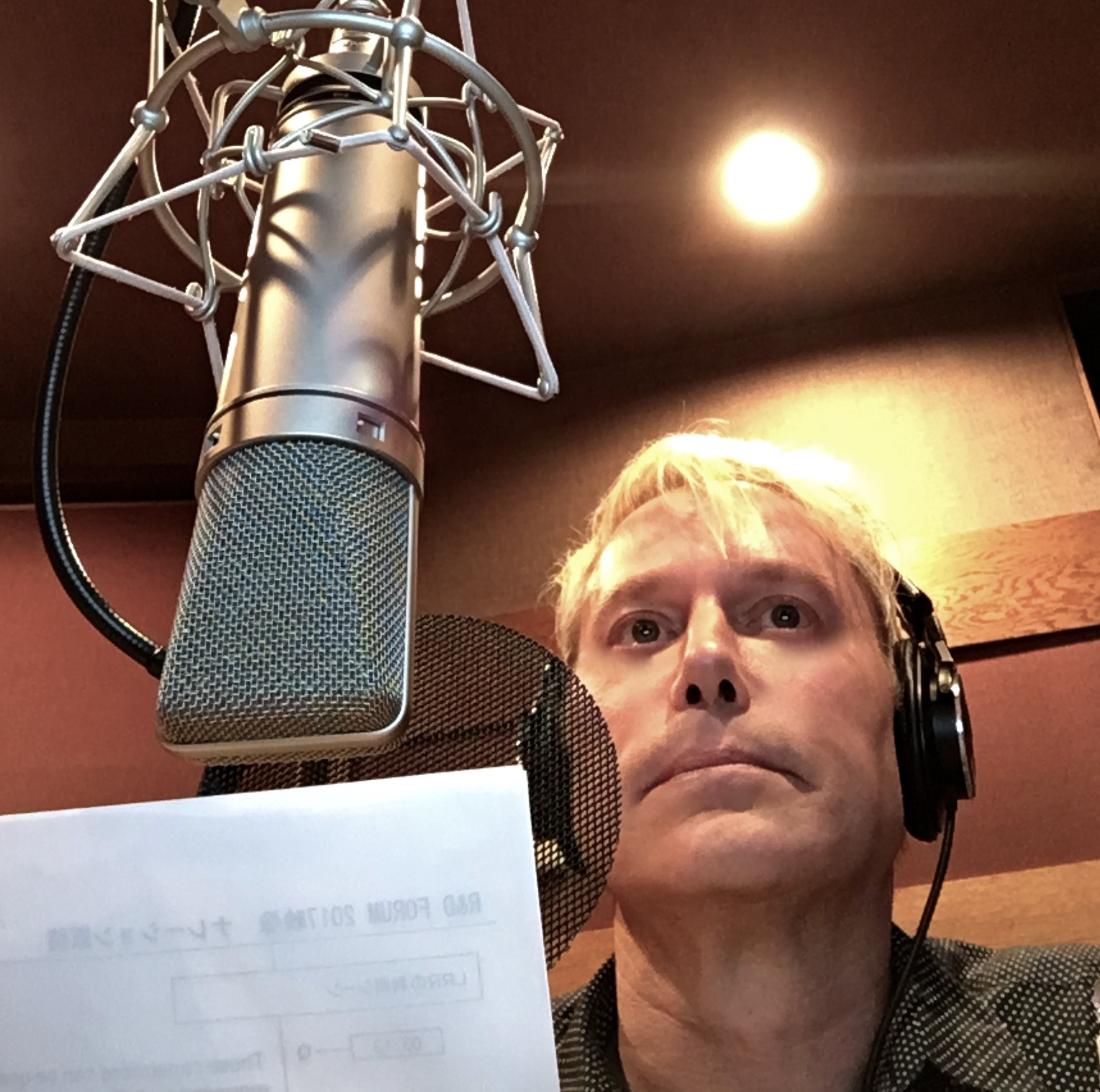
روایتگر مجموعه ی سوپر میمون سگا

راوی کسی است که قصه می‌گوید. فرض کنید در جاده اتومبیلی را دیده‌اید که تصادف کرده و از کسانی که شاهد ماجرا بوده‌اند یا رانندهٔ اتومبیل، ماجرای تصادف را می‌پرسید و هر کدام بنا به آنچه دیده‌اند و اطلاعاتی که دارند به شیوهٔ خود ماجرا را برای شما تعریف می‌کنند، کسی یا چیزی را که داستان به زبان او و از دید او برای خواننده/شنونده تعریف می‌شود راوی می‌نامیم. راوی آفریدهٔ نویسنده است و نه خود نویسنده. در واقع، راویِ روایت‌های داستانی را نباید با نویسنده یا نویسندهٔ نهفته اشتباه بگیریم، هرچند در بعضی موارد تشخیص نظر آنان از نظر نویسندهٔ نهفته دشوار است. بهتر است راوی را ابزاری بدانیم در دست نویسندهٔ نهفته که با استفاده از آن قصه‌اش را روایت می‌کند. راوی‌های ناموثق زیادی وجود دارند که امکان ندارد آن‌ها را با نویسنده اشتباه بگیریم. برخی از روایت‌پژوهان افراطی می‌گویند تمایز بین راوی و نویسنده باید در تمام فرم‌های روایت وجود داشته باشد؛ از جمله فرم‌های غیرداستانی مثل تاریخ و حتی خودزندگی‌نامه.

## ویژگی‌های راوی
راوی در داستان دارای ویژگی‌هایی است که بر شیوهٔ روایت و میزان تأثیر او بر روند داستان و طرز تلقی خواننده از داستان تأثیرگذار است. این ویژگی‌ها عبارتند از زاویهٔ دید، دانش تفسیری و ساختاره.
زاویهٔ دید و دانشِ تفسیری ذاتی و ساختاره عَرَضی است، بدین معنا که ویژگی‌های ذاتی جزو خصوصیات پایه‌ای و درونی راوی است و بر جریان آگاهی‌رسانی و روایت تأثیر مستقیم دارند ولی ساختاره با توجه به شرایط روایت و داستان به ویژگی‌های راوی افزوده می‌شود. به بیان دیگر زاویهٔ دید و دانشِ تفسیری است که بر شرایط روایت مؤثر هستند ولی ساختاره متأثر از شرایط روایت است. در یک داستان زاویهٔ دید و دانش تفسیری تغییر نمی‌کنند ولی ساختاره می‌تواند تغییر کند، مگر آنکه وظیفهٔ روایتگری داستان به شخص دیگری (چه درونِ داستان و چه بیرونِ داستان) منتقل شود.
هر کدام از این ویژگی‌ها امکانات و همچنین محدودیت‌هایی را در شیوهٔ روایت ایجاد می‌کنند. زاویهٔ دید و دانش تفسیری ویژگی خود راوی هستند و ساختاره؛ عامل نمود روای، این بدان معناست که راوی با زاویهٔ دید و دانش تفسیری تعریف می‌شود ولی با ساختاره تبدیل به یک گونهٔ روایتی (تیپ روایتی) می‌شود که می‌تواند داستان را روایت کند.